# شعراوي
قرية شعراوي هي إحدى القرى التابعة لمركز ملوى بمحافظة المنيا في جمهورية مصر العربية. حسب إحصاءات سنة 2006، بلغ إجمالي السكان في شعراوي 3830 نسمة، منهم 1955 رجلا و1875 امرأة.